# Nomokanon Svetega Save
Nomokanon Svetega Save (iz grškega nomos – civilni zakon in  kanon – cerkveni zakon), srbsko Zakonopravilo, Krmčija ali  Nomokanon, je zbornik bizantinskih cerkvenih in civilnih predpisov, ki jih  je za srbske razmere priredil sveti Sava na začetku 13. stoletja. Nomokanon se šteje za najstarejši ohranjeni srbski pravni akt.
Sava je Nomokanon prevedel iz grščine. Njegov prevod bizantinskega Nomokanona je bil sprejet na skupščini v samostanu Žiča leta 1221 kot najvišji cerkveni in državni akt. Ker je cerkvena zakonodaja v mnogočem vplivala tudi na življenje podložnikov, se je Savina kompilacija v veliki meri nanašala na področje, ki se danes šteje za civilno pravo.
V Savin Nomokanon niso bila vključena bizantinska zakonska besedila Ekloga, Epanagoga in Balsamonovi komentarji iz 12. stoletja, ki cerkev podrejajo državi, zato sta cerkev in država v Raški postali enakopravni partnerici.
Sava je v Naomokanonu navedel tudi Atanasijev popis kanonskih knjig, da bi preprečil uporabo slovanskih apokrifov.

## Bizantinski nomokanoni
Takšen cerkveni zbornik se prvič omenja leta 451 v povezavi z odločitvami Kalcedonskega koncila. V ta zbornik so bila vključena skrajšana besedila vseh pravil (sinopsis). Sestavljanje zbornika se pripisuje Štefanu Efeškemu, po katerem je dobil naslov Sinopsis Štefana Efeškega. 
Sestavljanje cerkveno-civilnega zbornika, v katerem je bila vsebina urejena sistematsko po  pravnih vprašanjih, ki jih obravnava, se pripisuje carigrajskemu patriarhu Ivanu Sholastiku. Njegov zbornik je vseboval tudi 12 novel cesarja Justinijana, ki so se nanašale na cerkveno pravno problematiko. Napisan je bil okoli leta 550 in se po avtorju imenuje Nomokanon Ivana Sholastika ali Sintagma Ivana Sholastika. Sintagma se imenujejo nomokanonski zborniki,  ki vsebujejo samo pravila brez razlag.
Na začetku 7. stoletja je bil v obdobju patriarha Sergeja (610-638) napisan zbornik Kanonska sintagma, ki jo je pravnik Julijan združil z zbirko zakonov iz Justinijanove zakonodaje (Collectio tripartita) neznanega avtorja iz istega obdobja. Nastali zbornik se je imenoval Nomokanon v 14 naslovih. V ta nomokanon so bila leta 883 vnešena pravila Trulskega in Drugega nicejskega koncila, pravila vmesnih carigrajskih in več drugih koncilov.  Predgovor je napisal patriarh Fotij, zato se po njem imenuje Fotijev nomokanon. Njegov nomokanon je s sklepom na carigrajskem koncilu leta 920, na katerem so prisostvovali štirje patriarhi, razglašen za uradni pravni akt krščanske cerkve.

## Metodov nomokanon
Prvi slovanski nomokanon je napisal sveti Metod okoli leta 868. Imenoval se je Liber Sclavorum qui dicitur Methodius in je omenjen v Kraljestvu Slovanov, delu popa Dukljana iz Bara, napisanem v letih 1167-1173. Metodov nomokanon je dobil ime po avtorju in slovanskem prosvetitelju Metodu. Vseboval je prevod Nomokanona Ivana Sholastika in Zakon sudnji ljudem, slovansko predelavo Ekloge. Ekloga (izbor zakonov) je bizantinski zbornik iz leta 740, sprejet v obdobju cesarjev Leona III. (717–741) in Konstantina V.  (741–775). Ekloga je skrajšana različica Justinijanovega zakonika. Metodov nomokanon je bila napisan verjetno pred njegovim odhodom k slovenskemu knezu Koclju v Spodnjo Panonijo (869–870 in 873–874), vendar je bil namenjen vsem Slovanom.

## Savino Zakonopravilo
Sveti Sava je več let prevajal in urejal svoj nomokanon in ga dokončal leta 1220 v Solunu.  Osnova njegovega nomokanona je bil bizantinski Nomokanon v 14 naslovih iz 7. stoletja, ki ga je dopolnil s komentaji Aristina in Ivana Zonare iz 12. stoletja. Savin nomokanon je bil na zboru v Žiči sprejet kot najvišji pravni akt srbske cerkve.
Zakonopravilo je urejalo zelo široko področje družbenih odnosov, tako cerkvenih kot posvetnih. Na cerkveno pravo so se nanašali Sinopsis Štefana Efeškega, Nomokanon Ivana Sholastika, Nomokanon v 14 naslovih, Pravila svetih apostolov, Pravila svetih očetov, sklepi ekumenskih in drugih koncilov in Mojzesovi zakoni (3. in. 5. Mojzesova knjiga).
Civilno pravo so obravnavali Izvlečki iz Justinijanovih novel (okoli 550), pravni zbornik Ivana Sholastika, Collectio tripartita, zbirka zakonov iz Justinijanove zakonodaje in Prohiron (Zakon gradski) iz leta 879 ter zbornik bizantinskega civilnega, kazenskega in procesnega prava. Z uvedbo rimsko-bizantinskega prava je Srbija postala sestavni del evropske in krščanske civilizacije.
Zakonopravilo je imelo 70 poglavij: 6 uvodnih, 44 cerkvenega prava in 20 posvetnega prava. Zakonopravilo ni bilo samo prevod bizantinskih civilnih in cerkvenih pravnih aktov, ampak je vsebovalo tudi razlage, ki jih je napisal sveti Sava. Delo ima zato posebno vrednost. Sava je v Zakonopravilo uvedel številne predpise za zaščito siromašnih, brezpravnih in ogroženih družbenih slojev in poudaril skladen odnos med duhovno in posvetno oblastjo.
Ohranjenih je več prepisov iz Savinega Zakonopravila:
- Iloviški prepis je bila napisan leta 1262 v samostanu Svetega nadangela Mihaela v Ilovici, sedanjem samostanu Svetih nadangelu pri Tivtu, kjer je bil sedež Zetske nadškofije. Pisan je na pergamentu in ima 398 listov. Hrani ga knjižnica Akademije znanosti v Zagrebu.
- Raški prepis je bil napisan leta 1305 v Petrovi cerkvi v Rasu. Pisan je na pergamentu in ima 427 listov. Hrani se v Zgodovinskem muzeju v Moskvi.
- Dečanski prepis je bil napisan okoli leta 1340. Pisan je na tankem pergamentu in ima 284 listov. Shranjen je v knjižnici samostana Visoki Dečani.
- Pčinjski prepis je bil napisan okoli leta 1370. Pisan je na papirju v usnjeni vezavi in ima 305 listov. Hrani ga Srbska akademija znanosti in umetnost v Beogradu.
- Moraški prepis je bil napisan okoli leta 1615. Pisan je na papirju in ima 347 listov. Hrani ha Muzej Srbske pravoslavne cerkve v Beogradu.

## Vpliv na kasnejšo zakonodajo
Nomokanon, preveden iz grščine, je bil uveden tudi v Bolgariji na začetku 13. stoletja.
Savin nomokanon je bil najvišji pravni akt v srednjeveški Srbiji do uvedbe Dušanovega zakonika v 14. stoletju. Vmes je kralj Milutin Nemanjić uvedel nekaj nove zakonske regulative, ki se večinoma ni ohranila in se zato zanjo ne vé ali je bila celovit zakonik.  Nekaj delov Savinega nomokanona je bilo vključenih tudi v Dušanov zakonik (členi 6, 8, 11, 101, 109 in 196).
Zakonopravilo je bilo tiskano v Moskvi leta 1650 in 1653 pod naslovom Krmčija in nato v 18. in 19. stoletju večkrat ponatisnjeno. Prva izdaja se je izkazala za napačno, druga pa se je natisnila v 1200 izvodih in je prišla tudi do Srbije. Od 17. stoletja so Srbi uporabljali Savino Zakonopravilo v ruskih tiskanih izdajah. Zadnja ruska izdaja je iz leta 1914. Od Rusov privzet naslov Krmčija je nakazoval, da nomokanon krmari cerkveno ladjo.
V Savino Zakonopravilo prvotno nista bila vključena Zakon sudnji ljudem in Sud cara Leona i Konstantina (slovanska predelava Ekloge). Tiskane izdaje ju vsebujejo. 
Zakonopravilo je postalo prvi zakonik obnovljene Srbije leta 1804, ko se je začela srbska revolucija. Prota Mateja Nenadović je s tem nadaljeval Savino zakonodajno delo. Deli Zakonopravila (člena 93 in 94) so tudi v Srbskev civilnem zakoniku iz leta 1844.